# Josep Carreras
Josep Carreras  (Barcelona, 5 de dezembro de 1946), conhecido como José Carreras, é um tenor lírico espanhol conhecido em especial pelas suas performances em óperas de Giuseppe Verdi e Giacomo Puccini. Fez a sua estreia operática com onze anos de idade, como Trujamán  e, durante toda a sua carreira, cantou mais de sessenta papéis diferentes nas maiores e melhores casas de óperas do mundo.
José Carreras é um dos célebres "três tenores", juntamente com Plácido Domingo e Luciano Pavarotti. Também é conhecido pelos seus trabalhos humanitários como presidente da Fundação Internacional de Leucemia José Carreras (La Fundaciò Internacional Josep Carreras per a la Lluita contra la Leucèmia), que foi criada após o tenor ter descoberto ter a doença, em 1988.
Sempre trabalhou com os melhores regentes entre os quais, Herbert von Karajan, Claudio Abbado, Riccardo Muti, James Levine, Carlo Maria Giulini, Leonard Bernstein, Jesus López-Cobos, Zubin Mehta. A par das suas atividades operáticas, vem apresentando recitais no Carnegie Hall, Avery Fisher Hall, Royal Festival Hall, Barbican, Royal Albert Hall, Salle Pleyel, Musikverein, Kozenzerthaus de Viena, Philarmonie de Berlin, NHK Hall de Tóquio, Grosses Festspielhaus de Salzburg, Palau de la Música de Barcelona, Teatro Real de Madrid, Academia Santa Cecília de Roma.

## Biografia
O mais novo de três irmãos, José Carreras nasceu em Sants, um distrito industrial de Barcelona, no dia 5 de Dezembro de 1946. Em 1951 a sua família emigrou para a Argentina, numa má sucedida busca de uma vida melhor. Entretanto, passado um ano, a família e ele regressaram a Sants, onde passou o resto da sua infância e adolescência. Ele mostrou desde cedo talento para a música, particularmente pelo canto, que foi intensificado aos seis anos de idade, quando viu Mario Lanza em O Grande Caruso. A história, que foi recontada na sua autobiografia e em inúmeras entrevistas, Carreras cantou incessantemente para a sua família, especialmente "La donna è mobile". Nesse período, os seus pais, com o encorajamento do avô paterno de Carreras, Salvador Coll, um barítono amador, arrecadaram dinheiro para proporcionar aulas de música ao garoto. Ele primeiro estudou piano e voz com Magda Prunera, a mãe de um dos seus amigos de infância e aos oito anos de idade, começou a ter lições no Conservatório Municipal de Barcelona.
Aos oito anos, apresentou-se pela primeira vez em público, cantando "La Donna è Mobile", na Rádio Nacional Espanhola, acompanhado por Magda Prunera, com quem iniciou os seus estudos de música, na Rádio Nacional Espanhola. Uma gravação dessa apresentação ainda existe, e pode ser ouvida numa biografia em vídeo, José Carreras - A Life Story. No dia 3 de Janeiro de 1958, aos 11 anos de idade, fez a sua estreia numa grande casa de ópera de Barcelona, o Grande Teatro do Liceu, cantando o papel de El Trujiman em El Retablo de Maese Pedro, de Manuel de Falla. Poucos meses depois ele cantou pela última vez como soprano, no segundo ato de La Bohème, ópera de Giacomo Puccini.
Na juventude, ele continuou a estudar música, mudando-se para o Conservatório Superior de Música do Liceu e tendo aulas particulares, primeiro com Francisco Puig e depois com Juan Ruax, a quem Carreras descreve como "pai artístico". Seguindo o conselho do seu pai e do seu irmão mais velho, que diziam que Carreras precisava de uma "segurança", ele também ingressou na Universidade de Barcelona, para estudar Química, mas deixou a faculdade dois anos depois, para se concentrar na música.

## Décadas de 1970 e 1980
Juan Ruax encorajou Carreras a participar em audições para o seu primeiro papel de tenor, no Liceu, Flavio da ópera Norma, de Vincenzo Bellini, a 8 de janeiro de 1970. Mesmo cantando um papel menor, com poucas frases, acabou a chamar a atenção da soprano catalã, Montserrat Caballé. Ela convidou-o para cantar o papel de Gennaro, a seu lado, em Lucrezia Borgia de Gaetano Donizetti, que seria interpretada em 19 de dezembro de 1970. Esse foi o primeiro grande papel de Carreras, o qual considera ter sido a sua verdadeira estreia como tenor. Em 1971, ele fez a sua estreia internacional numa atuação de Maria Stuarda, de Gaetano Donizetti, no Royal Festival Hall em Londres, novamente cantando ao lado da soprano Caballé. Ela foi o veículo de promoção e encorajamento na carreira do tenor por muitos anos, participando em quinze óperas diferentes ao seu lado, enquanto o seu irmão e empresário, Carlos Caballé, trabalhou como empresário de Carreras até metade da década de 1990.
Durante a década de 1970, a carreira de Carreras evoluiu rapidamente. No fim de 1971, ele venceu o primeiro lugar da prestigiada competição Voci Verdiane em Parma, Itália, que o levou à estreia italiana como Rodolfo em La Bohème (Giacomo Puccini) no Teatro Regio di Parma, em 12 de janeiro de 1972. Após um ano, ele fez a sua estreia americana como Pinkerton em Madama Butterfly (Giacomo Puccini) com a Ópera da Cidade de Nova Iorque. Outras estreias nas maiores casas de óperas se seguiram: Ópera de São Francisco em 1973 como Rodolfo; na Companhia de Ópera Lírica da Filadélfia em 1973 como Alfredo em La Traviata (Giuseppe Verdi); na Ópera Estatal de Viena em 1974 como Duque de Mantua em Rigoletto (Verdi); na Royal Opera House em 1974 como Alfredo; no Metropolitan Opera House de Nova Iorque em 1974 como Cavaradossi em Tosca (Puccini) e no Teatro alla Scala em 1975 como Riccardo de Un ballo im maschera (Verdi). Aos 28 anos de idade, ele já tinha cantado em mais de 24 óperas diferentes na Europa e América do Norte e feito um contrato exclusivo com a Philips Records, que resultou na gravação de inúmeras performances nas óperas de Giuseppe Verdi, como Il corsaro, I due Foscari, La battaglia di Legnano, Un giorno di regno, e Stiffelio.
Entre algumas das cantoras que se apresentaram ao lado de Carreras, nas décadas de 1970 e 1980 incluem-se as mais famosas sopranos e mezzo-sopranos: Montserrat Caballé, Birgit Nilsson, Renata Scotto, Ileana Cotrubas, Sylvia Sass, Teresa Stratas, Dama Kiri Te Kanawa, Frederica von Stade, Agnes Baltsa, Teresa Berganza e Katia Ricciarelli. A sua parceria artística com Ricciarelli começou quando eles cantaram em La Bohème em 1972 em Parma e durou treze anos, fazendo inúmeras gravações e atuações ao vivo. Eles fizeram, posteriormente, uma gravação de La Bohème para a Philips Classics e puderam ser ouvidos juntos noutras doze gravações comerciais de óperas e recitais, predominantemente na Philips e na Deutsche Grammophon.
Dos muitos maestros com quem trabalhou, durante esse período, incluem-se o reconhecido maestro austríaco Herbert von Karajan, com quem manteve relações artísticas íntimas e por quem acabou por ser muito influenciado. A sua primeira apresentação sob a batuta de Karajan foi no Requiem de Verdi, em Salzburgo, em 10 de abril de 1976, e a última colaboração foi em 1986, numa produção de Carmen de Georges Bizet, novamente em Salzburgo. Com o encorajamento de Karanjan, Carreras aumentou o seu repertório, cantando papéis para lírico-spinto, como Aida, Don Carlos e Carmen.
Na década de 1980, Carreras saiu ocasionalmente do repertório operático, fazendo inúmeras gravações em estúdio, com músicas de recitais de zarzuelas, musicais e operettas. Ele também fez a gravação completa de dois musicais - West Side Story (1985, de Leonard Bernstein) e South Pacific (1986, Richard Rodgers) - ambos com a soprano Kiri Te Kanawa. A sua gravação para a Philips, em 1987, a missa argentina Misa Criolla, conduzido pelo próprio compositor Ariel Ramirez, trouxe-lhe prestígio mundial. 
Durante as filmagens de La Bohème, em Paris, Carreras descobriu que sofria de Leucemia linfoide aguda, e tinha apenas 10% de hipóteses de sobreviver. Contudo, ele recuperou da doença, após um duro tratamento, envolvendo Quimioterapia, Radioterapia e Transplante de medula óssea no Centro de Pesquisas de Câncer Fred Hutchinsn, em Seattle, Estados Unidos. Após a sua recuperação, ele gradualmente voltou ao estágio operático embarcando numa turnê de recitais em 1988 e 1989 e cantando com Montserrat Caballé em Medea, de Luigi Cherubini e da première mundial de Cristóbal Colón de Balada, em Barcelona, 1989.

### Década de 1990 até hoje
Na década de 1990, Carreras continuou nos palcos de ópera, em Carmen e Fedora (Umberto Giordano) e fazendo sua estreia na ópera Samson et Dalila de Camille Saint-Saëns (Peralada, 1990), Stiffelio de Giuseppe Verdi (Londres, 1993) e Sly de Ermanno Wolf-Ferrari (Zurique, 1998). Entretanto, as suas atuações operáticas tornaram-se menos frequentes, aumentando assim a sua presença em recitais e concertos. A sua última performance numa ópera foi dia 12 de julho de 2002 em Tóquio, onde ele reprisou em Sly, enquanto a sua última ópera, no Grande Teatro do Liceu, a casa de ópera onde ele começou a sua carreira, foi em Samson et Dalila, em março de 2001.
Em 1990, o primeiro concerto de Os Três Tenores ocorreu, na Termas de Caracala, em Roma, marcando o fim do Campeonato do Mundo de futebol de 1990. Foi realizada, originalmente, para arrecadar fundos para a fundação de leucemia de Carreras. Ele cantou ao lado dos seus dois amigos, Plácido Domingo e Luciano Pavarotti, que também deram as boas-vindas ao "pequeno irmão". Entretanto, o concerto foi um sucesso mundial, trazendo mais fama ao tenor. É estimado em um bilhão de pessoas que assistiram, por televisão, ao concerto do trio, em 1994, em Los Angeles. Em 1999, o CD do primeiro concerto dos Três Tenores foi um sucesso de vendas, com 13 milhões de cópias vendidas, fazendo deste, o álbum clássico mais vendido do mundo.

## Trabalhos Humanitários
Nos anos seguintes à descoberta de que tinha leucemia, Carreras arrecadou dinheiro para as pesquisas médicas e para ajudar as pessoas que sofriam da doença. Em 14 de julho de 1988, ele fundou a Fundação Internacional de Leucemia José Carreras (Fundació Internacional Josep Carreras per a la Lluita contra la Leucèmia), em Barcelona.
A fundação de Carreras tem afiliados nos Estados Unidos, Suíça e Alemanha. Desde 1995, Carreras tem apresentado, anualmente, um programa de gala, beneficente, em Leipzig, para arrecadar fundos para a sua fundação, na Alemanha. Desde que foi criado, o programa já arrecadou aproximadamente 71 milhões de euros. Carreras também se apresenta em 20 concertos de caridade, por ano, para ajudar a sua fundação e outras caridades médicas. Ele é Membro Honorário da Sociedade Europeia de Medicina e da Associação Hematologista Europeia, um Patrono Honorário da Sociedade Médica Oncológica Europeia e um Embaixados da UNESCO.

## Prémios e Distinções
Carreras recebeu inúmeros prémios e distinções pelo seu trabalho artístico e humanitário. Esses incluem:
- Comandante da Ordem das Artes e das Letras
- Cavaleiro da Ordem da Legião de Honra da República Francesa
- Grande Cruz de Cavaleiro República Italiana
- Grande Oficial da República Italiana
- Grande Decoração por Serviços à República da Áustria
- Cruz de Ouro da Ordem Civil da Solidariedade Social, da Rainha Sofia da Espanha
- Prémio Príncipe das Astúrias
- Ordem de Mérito da República Federal da Alemanha

### Doutorados
Ele é Doutor Honorário da Universidade de Barcelona e da Universidade Miguel Hernández (Espanha); Universidade de Napier, Universidade de Loughborough e Universidade de Sheffield (Reino Unido); Universidade Russa de Química e Tecnologia (Rússia); Universidade de Camerino (Itália); Universidade de Rutgers (Estados Unidos); Universidade de Coimbra (Portugal); Universidade Nacional de Música de Bucareste (Romênia); Universidade de Marburg (Alemanha); Universidade de Pécs (Hungria) e mais recentemente, a Universidade Hyunghee (Coreia do Sul) e Universidade do Porto (Portugal).

## Família
Na sua infância em Barcelona, o pai de Carreras, Josep Carreras i Soler, trabalhou como polícia de trânsito, mas era, originalmente, professor de francês. Entretanto, ele lutou no lado republicano durante a Guerra Civil Espanhola,  e quando o governo de Franco tomou o poder em 1939, ele não teve mais permissão para lecionar. A sua mãe, Antonia Coll i Saigi, trabalhava num pequeno salão de cabeleireiro. Ele foi muito dedicado à sua mãe, que o convenceu que ele iria ser um grande cantor.  Em 1971, Carreras casou-se com Mercedes Pérez. Eles tiveram duas crianças: um filho, Albert (1972) e uma filha, Julia (1978). O casamento terminou em 1992, com um divórcio. Em 2006, Carreras casou-se com Jutta Jäger.

## Voz
A voz de Carreras é considerada uma das mais bonitas vozes de tenor da atualidade. O crítico espanhol, Fernando Fraga, descreveu-o como um tenor lírico com um generoso tom spinto, tendo "um notável timbre, ricamente colorado e suntuosamente ressonante". Igual ao ídolo, Giuseppe di Stefano, Carreras sempre foi conhecido pela beleza e expressividade do seu fraseado e pela sua paixão. Essas qualidades são bem exemplificadas na sua gravação de Tosca, em 1976, com Montserrat Caballé e Sir Colin Davis conduzindo. De acordo com alguns críticos, sua exposição a papéis de spinto, como Andrea Chénier, Don José em Carmen, Don Carlo e Alvaro em La forza del destino, colocaram muita pressão no seu instrumento lírico e fê-lo ficar escuro prematuramente e perder o seu floreado. Entretanto, ele produziu algumas das melhores performances nesses papéis.